# Casasia clusiifolia
Casasia clusiifolia är en måreväxtart som först beskrevs av Nikolaus Joseph von Jacquin, och fick sitt nu gällande namn av Ignatz Urban. Casasia clusiifolia ingår i släktet Casasia och familjen måreväxter.

## Underarter
Arten delas in i följande underarter:
- C. c. clusiifolia
- C. c. hirsuta